# Katseye
Katseye (prononcé à l'anglaise cat's eyes) est un girl band américain, originaire de Los Angeles, en Californie. Composé de six membres — Daniela, Sophia, Manon, Lara, Megan et Yoonchae — le groupe se forme en 2023 à travers l'émission de compétition Dream Academy, un projet résultant d'une collaboration entre la branche américaine de la société sud-coréenne Hybe Corporation et le label américain Geffen Records ayant pour but de créer un groupe de filles international, conçu pour cibler un public mondial, et formé avec les méthodes utilisées en Corée du Sud pour les groupes de K-pop.
Le groupe sort son premier single Debut en juillet 2024 et son premier EP en août 2024.

## Histoire

### Origines
En novembre 2021, Hybe Corporation et Geffen Records ouvrent des auditions dans le monde entier afin de créer un groupe de filles international à succès qui  dépassera les frontières nationales, culturelles et artistiques,. Dans une interview accordée au quotidien coréen Korea JoongAng Daily, le fondateur de Hybe, Bang Si-hyuk, exprime son intention de promouvoir le groupe ainsi créé sur le marché américain.
Parmi plus de 120 000 auditions reçues, 20 candidates sont sélectionnées pour participer à l'émission Dream Academy. Les concurrentes sont donc mises à l'épreuve dans une série de trois émissions pour tenter de faire partie du groupe final de six membres. Avant le début de l'émission, les candidates sélectionnées par l'audition sont formées pendant un an à Los Angeles, en Californie, grâce aux méthodes de formations démocratisées par l'industrie de la K-pop. Diffusée à partir du 1er septembre 2023, l'émission se termine le 18 novembre, avec Sophia Laforteza, Lara Raj, Jeong Yoonchae, Megan Skiendiel, Daniela Avanzini et Manon Bannerman, sélectionnées pour former le groupe Katseye.

### Pop Star Academyet débuts (depuis 2024)
À la suite de la finale de Dream Academy, Hybe prévoit les débuts de Katseye pour 2024,,. Le 14 juin, Hybe annonce que Katseye sortirait son premier EP en août 2024 et que l'EP contiendra deux singles : l'un nommé Debut dont la sortie est prévue le 28 juin et l'autre en juillet,.
La formation du groupe et la préparation de leur premier EP sont documentées par Netflix dans Pop Star Academy : Katseye, dont la diffusion se fait en août 2024.

## Image publique
Dans une interview accordée au magazine iD, Daniela décrit Katseye comme le premier groupe de filles américain « à faire de la musique américaine mélangée avec des chorégraphies K-pop intenses ». Manon souligne également la diversité de la composition du groupe, avec Lara (née de parents Indiens), Sophia (Philippine), Daniela (fille de parents Cubaine et Vénézuélien) et elle-même (suisse d'ascendance ghanéenne) à être signés sous Hybe. Avant même les débuts du groupe, Teen Vogue nomme Katseye comme l'un des douze « groupes de filles à suivre en 2024 ».

## Membres
| Nom de scène | Nom de naissance | Date de naissance | Nationalité,  |
| ------------ | ---------------- | ----------------- | ------------- |
| Manon        | Manon Bannerman  | 26 juin 2002      | Italo/ Suisse |
| Sophia       | Sophia Laforteza | 31 décembre 2002  | Philippine    |
| Daniela      | Daniela Avanzini | 1er juillet 2004  | Américaine    |
| Lara         | Lara Rajagopalan | 3 novembre 2005   | Américaine    |
| Megan        | Megan Skiendiel  | 10 février 2006   | Américaine    |
| Yoonchae     | Jeong Yoon-chae  | 6 décembre 2007   | Sud-coréenne  |

## Discographie

### EP
| Année                                                       | Titre                | Détails                                                             | Classements | Classements | Classements | Classements | Classements | Classements |
| Année                                                       | Titre                | Détails                                                             | USA         | ALL         | CAN         | COR         | FRA         | GBR         |
| ----------------------------------------------------------- | -------------------- | ------------------------------------------------------------------- | ----------- | ----------- | ----------- | ----------- | ----------- | ----------- |
| 2024                                                        | SIS (Soft Is Strong) | - Date de sortie : 16 août 2024 - Labels : HYBE UMG, Geffen Records | 119         | —           | —           | 27          | 78          | —           |
| 2025                                                        | Beautiful Chaos      | - Date de sortie : 27 juin 2025 - Labels : HYBE UMG, Geffen Records | 4           | 33          | 32          | 10          | 15          | 55          |
| « — » indique que l'album ne s'est pas classé dans ce pays. |                      |                                                                     |             |             |             |             |             |             |

### Singles
| Année                                                              | Titre    | Meilleures positions | Meilleures positions | Meilleures positions | Meilleures positions | Meilleures positions | Meilleures positions | Album                |
| Année                                                              | Titre    | USA                  | CAN                  | COR                  | FRA                  | GBR                  | MON                  | Album                |
| ------------------------------------------------------------------ | -------- | -------------------- | -------------------- | -------------------- | -------------------- | -------------------- | -------------------- | -------------------- |
| 2024                                                               | Debut    | —                    | —                    | —                    | —                    | —                    | —                    | SIS (Soft Is Strong) |
| 2024                                                               | Touch    | —                    | 79                   | 70                   | —                    | —                    | 58                   | SIS (Soft Is Strong) |
| 2025                                                               | Gnarly   | 90                   | 69                   | 104                  | —                    | 52                   | 41                   | Beautiful Chaos      |
| 2025                                                               | Gabriela | 87                   | 57                   | —                    | 192                  | 42                   | 29                   | Beautiful Chaos      |
| 2025                                                               | Gameboy  | —                    | 90                   | —                    | —                    | —                    | 131                  | Beautiful Chaos      |
| « — » indique que le single ne s'est pas classé dans cette région. |          |                      |                      |                      |                      |                      |                      |                      |

## Tournées
| Année | Nom                  | Dates | Pays                        | Réf.   |
| ----- | -------------------- | ----- | --------------------------- | ------ |
| 2025  | Beautiful Chaos Tour | 16    | États-Unis, Canada, Mexique | [ 33 ] |

## Distinctions
| Éditeur    | Année | Liste                            | Placement | Ref.   |
| ---------- | ----- | -------------------------------- | --------- | ------ |
| Vogue Ados | 2024  | 12 Girls Groups to watch in 2024 | Placé     | [ 18 ] |